# اوا کوتسیان
اِوا کوتسیان (مجاری: Éva Kóczián؛ زادهٔ ۱۹۳۶) یک بازیکن تنیس روی میز زن اهل مجارستان است. 
وی در مسابقات کشوری و بین‌المللی در مجموع برنده ۷ مدال طلا، ۶ مدال نقره، ۱۰ مدال برنز شده‌است.